# Киселчово
Ки́селчово (болг. Киселчово) — село в Смолянській області Болгарії. Входить до складу общини Смолян.

## Населення
За даними перепису населення 2011 року у селі проживала 21 особа.
Розподіл населення за віком у 2011 році:
Динаміка населення: